# Regresa a mí
A Regresa a mí (jelentése spanyolul: ’Térj vissza hozzám’) Thalía mexikói énekesnő második kislemeze hetedik, Arrasando című stúdióalbumáról. Szövegét az énekesnő írta, zenéjét Emilio Estefan (producer is), Lawrence P. Dermer (producer is), Robin Dermer és Angie Chirino szerezte. A meglehetősen futurisztikus videóklipet Simon Brand rendezte.
A dal a 19. helyig jutott a Billboard Top Latin Songs slágerlistáján, és a 12. helyezést érte el a Latin Pop Songs listán. Stílusa miatt Európában is népszerű volt.
A kislemez, illetve már az Arrasando album megjelenésekor az a hír járta, hogy készült a dalból angol nyelvű változat is Don’t Close the Door címmel, azonban ez soha nem látott napvilágot, így máig nem tudni, hogy Thalía valóban felénekelte-e a dalt angolul is, vagy csak tervben volt.

## Külső hivatkozások
- Regresa a mí. YouTube